# 熙川市
熙川市（ヒチョンし）は朝鮮民主主義人民共和国（北朝鮮）の慈江道南部の都市。人口16万3000人（1987）。
自動車産業など機械工業が盛んである。内陸にあり攻撃されにくいので兵器工場も多いようである。
近隣を流れる清川江と将子江を利用した2ヶ所の水力発電所建設プロジェクトと先端技術企業での経済発展を背景に、金正日が何度も視察に訪れた都市として「熙川速度」などと引用されている。

## 行政区画
21洞・12里を管轄する。
| - カルコル洞（カルコルトン） - 葛峴洞（カリョンドン） - 金山洞（クムサンドン） - 南川洞（ナムチョンドン） - 大興洞（テフンドン） - メ峰洞（メボンドン） - 西門洞（ソムンドン） - ソルモル洞（ソルモルドン） - 新興洞（シヌンドン） - 駅前洞（ヨクチョンドン） - 駅坪洞（ヨクピョンドン） - 全新洞（チョンシンドン） - 全坪洞（チョンピョンドン） - 知新洞（チシンドン） - 青年洞（チョンニョンドン） - 清川洞（チョンチョンドン） - 清下洞（チョンハドン） | - 楸坪一洞（チュピョンイルトン） - 楸坪二洞（チュピョンイドン） - 平院洞（ピョンウォンドン） - 風山洞（プンサンドン） - 館垈里（クァンデリ） - 克城里（ククソンニ） - 南新里（ナムシンニ） - 東門里（トンムンニ） - 柳中里（リュジュンニ） - 馬船里（マソンニ） - 明垈里（ミョンデリ） - 富興里（プフンニ） - 上西里（サンソリ） - 宋之里（ソンジリ） - 長坪里（チャンピョンニ） - 清上里（チョンサンニ） |

## 歴史
熙川はかつては山間の小村だったが、朝鮮戦争中に金日成が機械工業都市として建設した。その後、自動車産業、電気電子工業などが発達した。兵器産業やウラン濃縮を行う目的で遠心分離工場もあると言われている。
煕川水力発電所も建設され、2012年2月には平壌まで送電線が完成した。この発電所建設プロジェクトは2009年の経済発展「150日戦闘」計画の一つであり、その建設スピードの速さを評して「熙川速度」と呼ばれた。

### 年表
この節の出典
- 1914年4月1日 - 郡面併合により、平安北道熙川郡に以下の面が成立。(9面)
  - 東面・邑内面・北面・西面・南面・真面・長洞面・東倉面・新豊面
- 1939年 - 邑内面が熙川面に改称。(9面)
- 1941年10月1日 - 熙川面が熙川邑に昇格。(1邑8面)
- 1946年 - 熙川邑が熙川面に降格。(9面)
- 1949年1月 - 平安北道の分割により、慈江道熙川郡となる。(9面)
- 1952年12月 - 郡面里統廃合により、慈江道熙川郡熙川面・西面・南面・北面・真面および東面の一部地域をもって、熙川郡を設置。熙川郡に以下の邑・里が成立。(1邑22里)
  - 熙川邑・香川里・馬船里・東門里・長坪里・富興里・南新里・円明里・宋之里・平院里・上西里・克城里・全坪里・柳中里・知新里・明垈里・陽地里・館垈里・清雲里・葛峴里・清下里・清上里・明文里
- 1954年 (1邑1労働者区21里)
  - 柳中里の一部が熙川邑に編入。
  - 全坪里が全坪労働者区に昇格。
- 1967年 - 熙川郡が熙川市に昇格。(17洞18里)
  - 熙川邑の一部が分立し、ソルモル洞・駅前洞・清川洞・南川洞・西門洞・大興洞・楸坪洞・メ峰洞が発足。
  - 熙川邑の残部・柳中里の一部が合併し、駅坪洞が発足。
  - 全坪労働者区が分割され、全坪洞・全新洞・カルコル洞が発足。
  - 知新里が分割され、知新洞・風山洞・新興洞が発足。
  - 富興里の一部が分立し、金山洞が発足。
  - 円明里が柳中里に編入。
  - 平院里が平院洞に昇格。
- 1981年 (18洞15里)
  - 楸坪洞が分割され、楸坪一洞・楸坪二洞が発足。
  - 明文里・陽地里が松源郡に編入。
  - 清雲里が東新郡に編入。
- 1990年 - 清上里の一部が東新郡清雲里と合併し、東新郡東新邑となる。(18洞15里)
- 1993年 - 香川里が長坪里に編入。(18洞14里)
- 1994年 (20洞12里)
  - 清下里が清下洞に昇格。
  - 葛峴里が葛峴洞に昇格。
- 1995年 - 楸坪二洞の一部が分立し、青年洞が発足。(21洞12里)

## 経済
自動車産業、電気電子工業などが発達しており、下記の主要企業が存在する。
- 熙川蓮河機械総合工場[6]
- 熙川工作機械総合工場[7]
- 煕川青年電気連合企業

## 観光
- 妙香山
- 香山ホテル

## 交通
平壌から通じる高速道路がある。また順川市から通じる満浦線も通る。
- 満浦線
  - 富成駅 - 熙川青年駅 - 清下駅 - 草上駅